# Dicentria clarita
Dicentria clarita är en fjärilsart som beskrevs av William Schaus 1922. Dicentria clarita ingår i släktet Dicentria och familjen tandspinnare. Inga underarter finns listade i Catalogue of Life.